# Adenogramma natans
Adenogramma natans är en kransörtsväxtart som beskrevs av John Charles Manning och Peter Goldblatt. Adenogramma natans ingår i släktet Adenogramma och familjen kransörtsväxter. Inga underarter finns listade i Catalogue of Life.